# Казоне Лучента (Ређо Емилија)
Казоне Лучента је насеље у Италији у округу Ређо Емилија, региону Емилија-Ромања.
Према процени из 2011. у насељу је живело 13 становника. Насеље се налази на надморској висини од 289 м.